# 无性生殖
无性生殖是指生物体不以透過生殖细胞的结合方式，也就是不經由減數分裂來產生配子，直接由母体細胞分裂後产生出新个体的生殖方式。主要分为分裂生殖、出芽生殖、斷裂生殖、孢子繁殖、營養器官繁殖和組織培養等。这种生殖的速度通常都較有性生殖快很多。但是，這種生殖方式的生物常常會因為其後代無法適應新環境而面臨絕種，這也是無性生殖的缺點之一。
孤雌生殖（又稱單性生殖）有時也被視為無性生殖的一種，但有別於其他的無性生殖方法，孤雌生殖仍會經過減數分裂產生配子。脊椎动物大多無法行無性生殖，但有些會行孤雌生殖。

## 分裂生殖
又叫裂殖，通常是單細胞生物所行的生殖方式。該種生物直接行細胞分裂後就可產生兩個（或更多）新個體。例如：草履蟲、變形蟲以及多數的細菌等。

## 斷裂生殖
通常是多細胞生物受外力作用斷裂成2段或多個片段後發育為新個體。例如：海星、渦蟲等等的生物。

## 出芽生殖
某些生物在生長的過程中，本身的個體上會長出一個較小的芽體。這個芽體在經過不斷的細胞分裂後，會形成一個和母體相似的形體，到最後則會脫離母體，成為一個獨立的新個體。例如：海綿、水螅、酵母菌等。（但水螅還是可以行有性生殖。）

## 孢子繁殖
有些生物能產生大量的孢子，而孢子經過各種不同的管道散播到適當的環境中後，就能夠萌發成新個體。例如：多數的黴菌和蕈類及黏菌等。注意孢子繁殖不一定是無性生殖，如蘚苔、蕨類以及有些黴菌的孢子為減數分裂而來。

## 營養器官繁殖

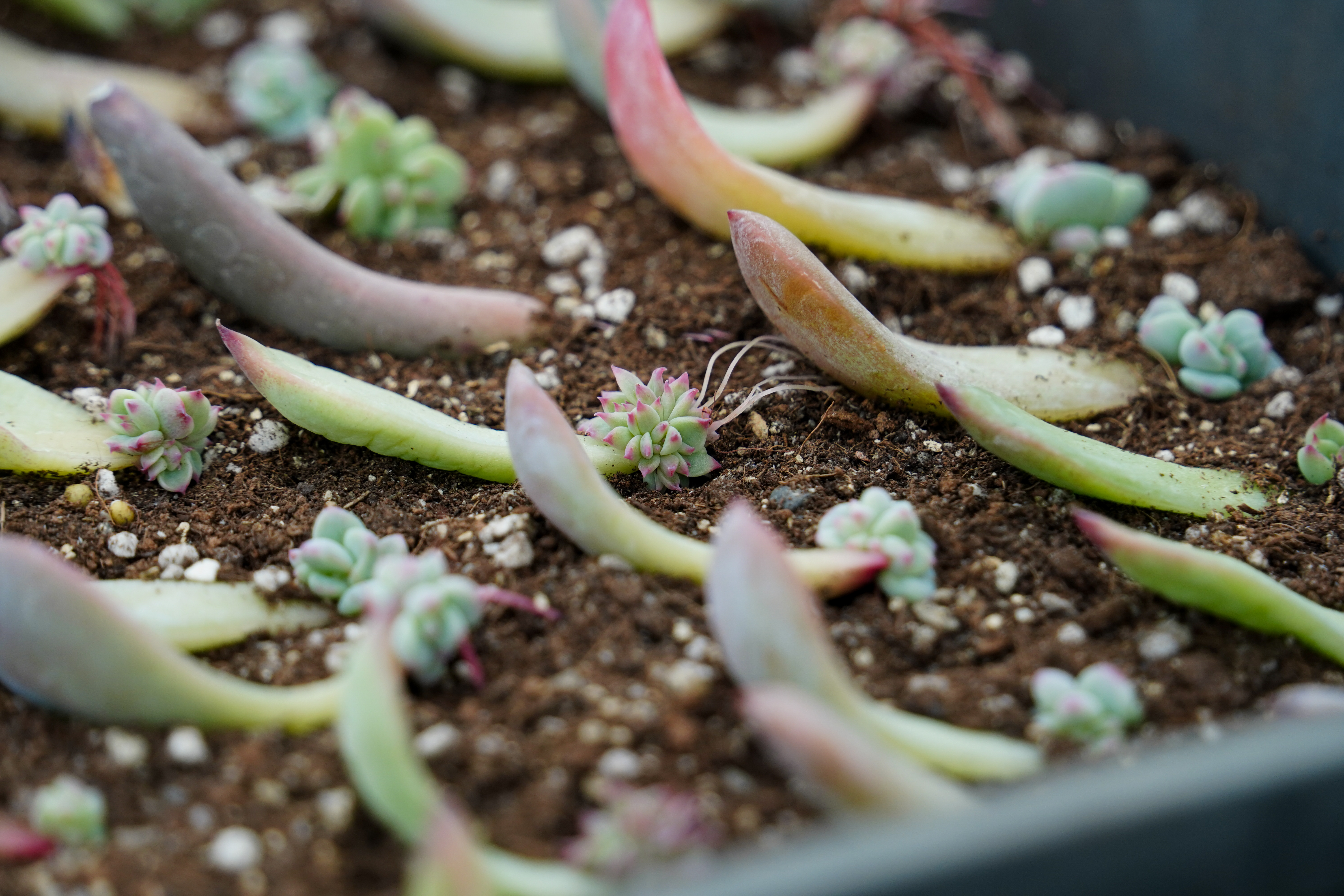
多肉植物利用葉子繁殖

大多數植物的生殖方式之一，植物的根、莖、葉等營養器官通過分根、嫁接、扦插等方式與母體脫離後，即能夠發育成一個新的個體。例如：甘薯利用塊根、馬鈴薯利用塊莖、落地生根以及石蓮利用葉、草莓利用匍匐莖、洋蔥利用鱗莖以及萬年青利用莖等。

### 古老樹木
瑞典發現最古老樹木Old Tjikko，已經有9,500年壽命，至2016年仍在生長。外電引述報道，瑞典于默奧大學的科學家，2004年在一個國家公園做樹木普查時，發現這棵4米高歐洲雲杉，經過碳14年代測定法檢定，發現樹木的根至少有9,500年歷史，但樹幹相對年輕。科學家指出，這顆樹能存活這麼久，相信因為這種樹可以無性繁殖。

## 組織培養
人工的無性繁殖又稱克隆。將植物組織放入含植物生長所需的營養和激素的培養基容器，組織會行細胞分裂而發育為新個體。此方法常用來培養高價且不易自然繁殖的生物，如蘭花和金線蓮。許多商業栽培的真菌也使用無性繁殖，將菌絲分開後即可長成許多個體。